# Patchogue

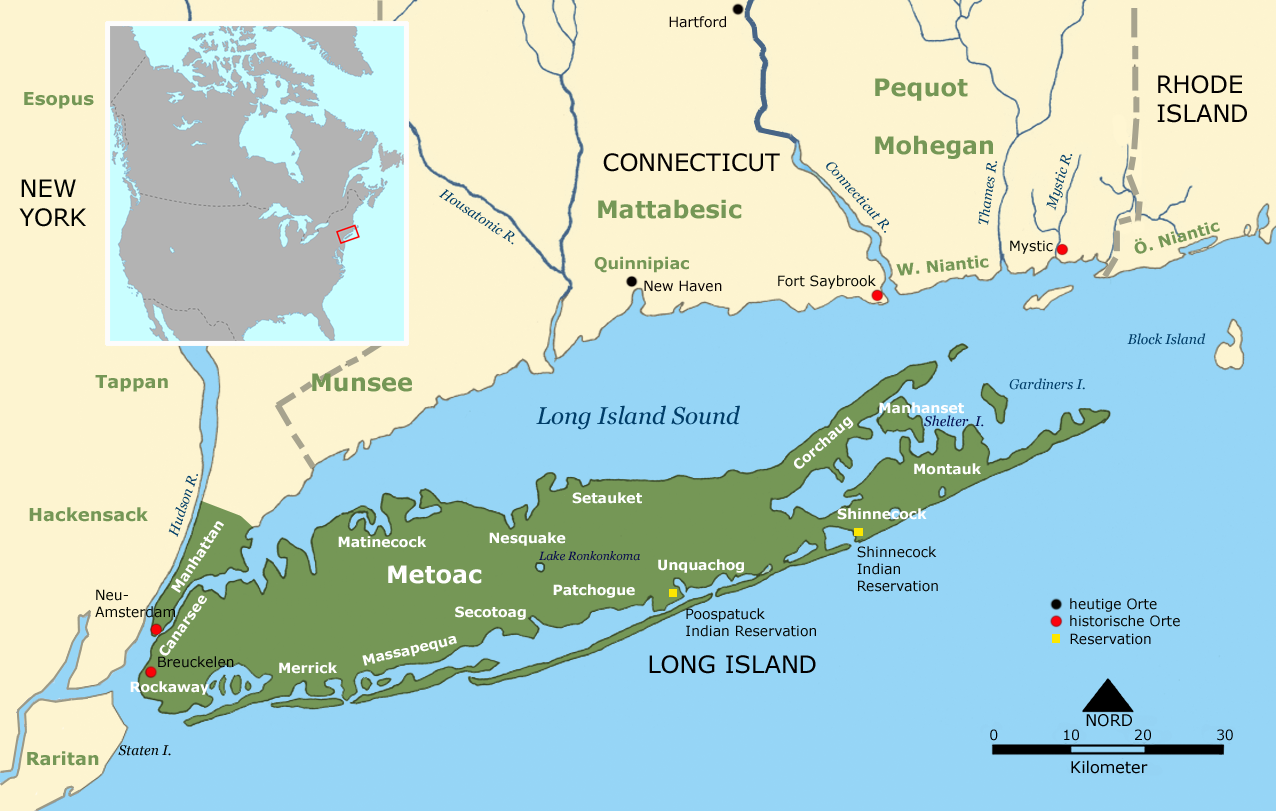
Wohngebiet der Patchogue und benachbarter Stämme um 1600

Die Patchogue waren einer von 14 Algonkin sprechenden Indianerstämmen auf Long Island im US-Bundesstaat New York und lebten zu Beginn des 17. Jahrhunderts an der Great South Bay an der Südküste der Insel, etwa dort, wo heute die Stadt Patchogue im Suffolk County am gleichnamigen Fluss liegt. Sie sprachen vermutlich Quiripi-Unquachog, einen Algonkin-Dialekt, der von den Stämmen im zentralen Long Island und westlichen Connecticut gesprochen wurde.

## Lebensweise
Der Stamm zog im Zyklus der Jahreszeiten in den wärmeren Monaten an die Küste, während man den Winter im Schutz der dichten Eichenwälder im Inneren der Insel verbrachte. Sie brauchten nicht allzu weit zu wandern, denn das Stammesgebiet erstreckte sich nur etwa 15 km nordwärts bis ins Zentrum. In der Nordhälfte Long Islands lebten andere Stämme, die das dortige Land als Lebensraum beanspruchten, zum Beispiel die Setauket, Nesquake und Corchaug.
Das Hauptaugenmerk der Indianer lag das ganze Jahr hindurch auf der Beschaffung von Nahrung, Kleidung und der Herstellung von Wampum. Sie bauten Feldfrüchte an, vorwiegend Mais, Bohnen und Squash. Die vegetarische Nahrung wurde durch Fisch, Muscheln und Wild ergänzt. Alle trugen ihren Teil dazu bei, dass die Stammesgemeinschaft gut funktionierte. Während die Männer auf die Jagd oder zum Fischfang gingen, bestellten die Frauen die Felder und kümmerten sich um die Ernte, sorgten für die Kinder und hielten die transportablen Wigwams in Schuss.
Politische Entscheidungen traf der Sachem, ein Stammesführer in Erbfolge, nach Beratung mit allen erwachsenen Stammesmitgliedern. Zwar bekleideten normalerweise Männer dieses Amt, doch es gab auch Frauen an der Spitze mancher Stämme. Die Powwow genannten Medizinmänner hatten großen Einfluss auf Politik, Religion und Heilkunst. Besondere Riten und Zeremonien waren ein wichtiger Bestandteil des täglichen Lebens. Ihre Dörfer waren überwiegend klein und kaum befestigt, bis sich nach 1630 die Lage änderte und sie einer ständigen Bedrohung durch die mächtigeren Stämme vom Festland ausgesetzt waren. Obwohl sie zeitweise in lockeren Konföderationen verbunden waren, war das Fehlen einer starken zentralen Führung ein Indiz dafür, dass es vor dem Kontakt mit Europäern kaum Konflikte untereinander gab.
Die Identität der Patchogue gilt heute als erloschen, da die letzten Überlebenden im 18. Jahrhundert zu benachbarten Stämmen gingen und sich mit ihnen vermischten.